# Jim Valvano
James Thomas Anthony Valvano, más conocido como Jim Valvano (Queens, Nueva York; 10 de marzo de 1946-Durham, Carolina del Norte; 28 de abril de 1993), fue un entrenador de baloncesto estadounidense que ejerció en la NCAA durante 23 años como entrenador principal y asistente.
Entre sus logros importantes fue el haber conquistado el anhelado título universitario con la Universidad de North Carolina State en 1983 en una final ante la Universidad de Houston que se decidió en el último segundo tras un palmeo sobre la bocina de Lorenzo Charles.
En 2023 fue incluido en el Basketball Hall of Fame en calidad de contribuyente.

## Fallecimiento y discurso
Valvano falleció en el año de 1993 víctima de cáncer, llegando a ser un ejemplo a seguir por su coraje ante la mortal enfermedad. A su nombre hay una fundación en favor de víctimas de cáncer en los Estados Unidos, siendo muy conocido un discurso que realizó 8 semanas antes de su muerte en la ceremonia de los premios ESPY Awards de 1993. Una sección del discurso de Valvano particularmente conmovedora fue la siguiente: 

Para mí, hay tres cosas que todos deberíamos hacer todos los días. Deberíamos hacerlo todos los días de nuestras vidas. El número uno es reírse.  Deberías reír todos los días. El número dos es pensar. Deberías pasar algún tiempo metido en tus pensamientos. Y el número tres es, deberías llevar tus emociones conmovidas hasta las lágrimas, podría ser de emoción  o de alegría.  Piensa en ello. Si te ríes, piensas, y lloras, eso es un día completo. Es un gran día. Si lo haces siete días a la semana, vas a tener algo especial.